# Zamek Bykowskich w Bykach
Zamek Bykowskich – siedziba rodu Jaxa-Bykowskich herbu Gryf w Bykach, obecnie znajdująca się w granicach miasta Piotrkowa Trybunalskiego.
Budowla murowana, późnorenesansowa, zbudowana na rzucie wydłużonego prostokąta. Część środkowa budynku i baszta trzykondygnacyjna reszta posiada dwie kondygnacje. W narożach zachowały się dwie baszty. Na uwagę zasługują renesansowe obramowania okien i portale. W części pomieszczeń zachowały się kolebkowe sklepienia oraz drewniane stropy. Dokładna data budowy zamku nie jest znana. Pierwsza wzmianka źródłowa o zamku pochodzi z 1604 roku i dotyczy przebudowy przez wojewodę sieradzkiego Jana Stanisława Bykowskiego. Po II wojnie światowej obiekt przeszedł na rzecz skarbu państwa. W latach 1959–1964 został gruntownie odremontowany i przeznaczony na cele oświatowe. Obiekt otoczony jest pozostałościami zabytkowego parku. Obecnie mieści się w nim Ośrodek Doradztwa Rolniczego.
Rejestr zabytków:
- zamek, nr rej.: 209 z 16.09.1967
- park, nr rej.: 288 z 31.08.1983[3].

Co roku na terenie zabytku odbywają się imprezy targowe:
- Piotrkowskie Targi Ogrodnicze - Pamiętajmy o Ogrodach
- Promocyjno-Handlowa Wystawa Rolnicza ROL-SZANSA.